# Chirundu (Zimbabue)
Chirundu es un pueblo fronterizo sobre el río Zambeze, superado por dos puentes. Forma parte de la provincia de Mashonalandia Occidental, al norte de Zimbabue.

## Geografía
Cercana del embalse de Kariba en zona de sabanas poco poblada, sobre la gran carretera que conecta Harare con Lusaka, el pueblo enfrenta una pequeña ciudad Zambia del mismo nombre ubicada sobre la otra margen.